# Caseller

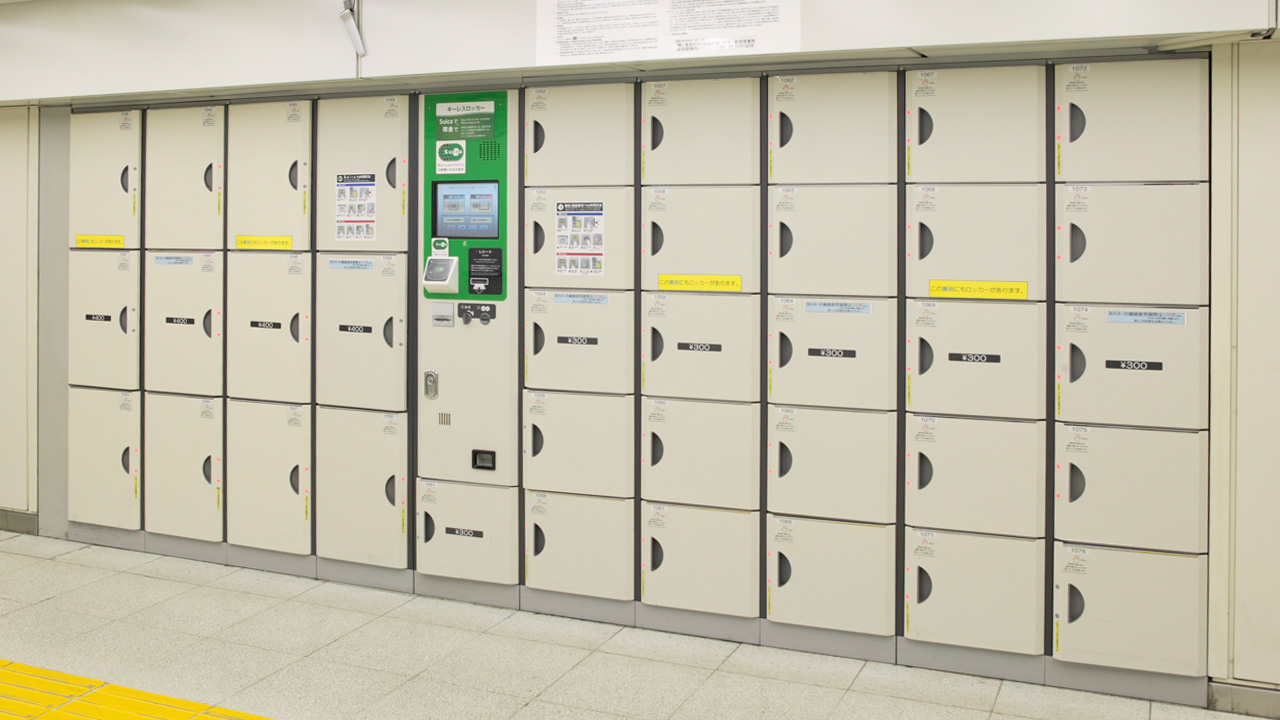
Bateries de casellers

Un caseller, conegut més comunament com a taquilla, és un tipus d'armari utilitzat en vestidors i llocs públics, amb caselles o compartiments, sense calaixos ni portes, que permet classificar-hi documents, objectes personals, roba, sacs d'esport, bosses, llibres, cartes, etcètera..
L'armari petit on es deixen els estris personals en un gimnàs, en una escola... (en castellà 'taquilla') és un armariet.
Es fabriquen en blocs d'un o més cossos, que es col·loquen formant bateries de múltiples unitats. Cada cos vertical presenta d'una a sis portes segons les dimensions dels objectes que es pretengui desar en cada compartiment. Els armaris d'una sola porta reben el nom de robers. Disposen de reixetes de ventilació situades a les portes o parets posteriors. Solen ser fabricades en xapa d'acer, plàstic o fusta.
Pel fet que se situen en vestidors o zones comunes, cada porta disposa de pany amb clau, cadenat o panys que funciona amb una moneda o targeta o polsera RFID. Els casellers controlats amb panys que funcionen amb targeta o polsera RFID permeten d'integrar-se al sistema de control d'accés de la instal·lació; L'usuari pot utilitzar la mateixa targeta que fa servir per a entrar. Les taquilles es poden equipar amb subdivisions internes, barres per penjar penjadors, etiqueters i altres accessoris. Les taquilles són habituals en els vestidors d'un balneari, centre esportiu o gimnàs, hospital.